# Sean's Bar
O Sean's Bar é um pub de Athlone, Irlanda. É o pub mais antigo da Irlanda, data do 900, e está listado no livro Guinness World Records como tal.
O Sean's Bar está situado em Main Street, Athlone, na margem oeste do Rio Shannon, e era originalmente conhecido como Luain's Inn. É amiúde chamado simplesmente de Sean's.
Durante reformas em 1970, comprovou-se que os muros do bar foram feitos de pau a pique e vime no século IX. Também foram encontradas velhas moedas cunhadas pelos proprietários para trocar com os seus clientes.